# Europa Cup (korfbal) 2022
De Europacup korfbal 2022 zou de 36e editie van dit internationale zaalkorfbaltoernooi worden. In eerste instantie zou het toernooi van 10 t/m 12 februari 2022 gespeeld worden in Papendrecht, echter kwam dit te vervallen.
Het IKF wilde het toernooi nog verplaatsen naar een later moment in 2022, maar dit werd bemoeilijkt vanwege de World Games van 2022. Mede hierdoor besloot het IKF om in maart 2022 te beslissen dat dit toernooi volledig geannuleerd werd.